# فرودگاه وونیسیا
فرودگاه وونیسیا  (به انگلیسی: Vunisea Airport) یک فرودگاه همگانی با کد یاتا KDV است . این فرودگاه در کشور فیجی قرار دارد و در ارتفاع ۲ متری از سطح دریا واقع شده است.